# Obieg (baseball)

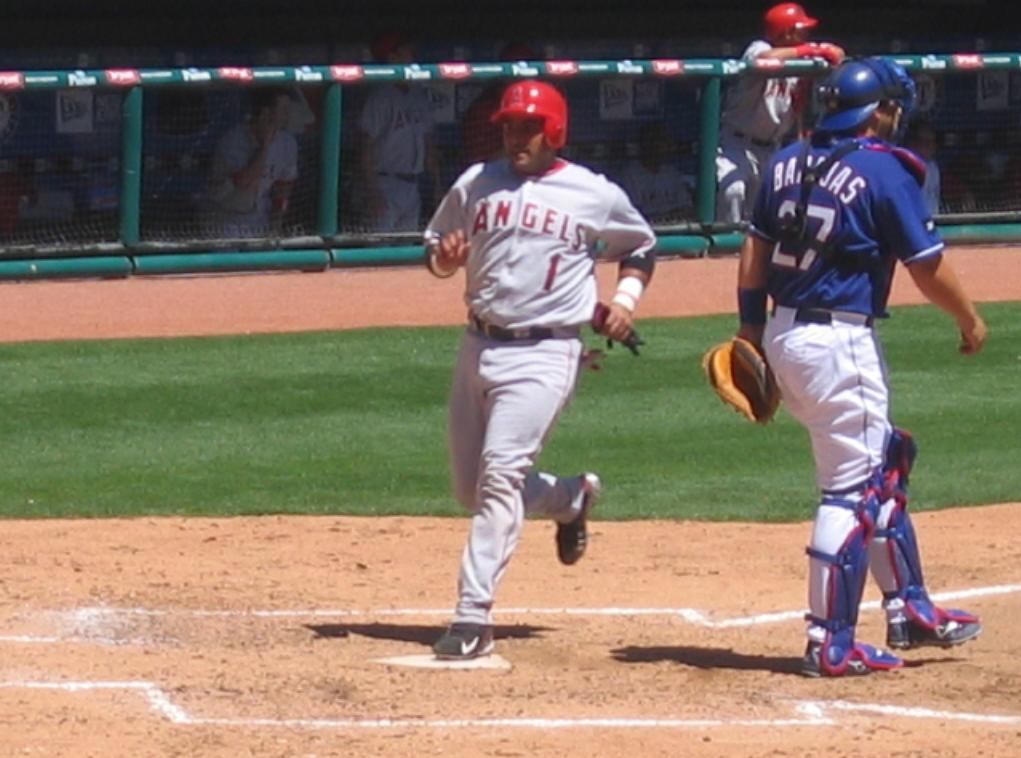
Bengie Molina z drużyny Anaheim Angels (w szaroczerwonym stroju) dociera do bazy domowej.

Obieg – w baseballu zaliczany jest zawodnikowi, który obiegnie wszystkie trzy bazy i dotrze do czwartej zwaną inaczej bazą domową. Jednocześnie drużyna atakująca zdobywa punkt. Najwięcej obiegów w Major League Baseball, biorąc pod uwagę całą karierę, zaliczył Rickey Henderson (2295).